# Re-Arrange
Re-Arrange è un singolo del gruppo musicale scozzese Biffy Clyro, pubblicato il 24 novembre 2016 come quarto estratto dal settimo album in studio Ellipsis.
Il singolo è entrato in rotazione nelle radio italiane a partire da gennaio 2017.

## Esibizioni dal vivo
L'8 febbraio 2017 i Biffy Clyro durante la seconda serata del Festival di Sanremo, si sono esibiti con questo brano sul palco del teatro Ariston.

## Video musicale
Il videoclip mostra il cantante del gruppo con dei tatuaggi su tutto il corpo. Nel video compare anche una spiaggia.